# A3 (Cyprus)
De autosnelweg A3 is een autosnelweg in Cyprus. De A3 is 55 kilometer lang en verbindt de luchthaven van Larnaca met de badstad Agia Napa. De snelweg werd aangelegd in drie fasen: van knooppunt Rizoelia tot Dhekelia (1980), van knoopunt Rizoelia tot Dromolaxia (1993) en Dhekelia tot Agia Napa (2003).